# Nocek duży
Nocek duży (Myotis myotis) – gatunek ssaka z podrodziny nocków (Myotinae) w obrębie rodziny mroczkowatych (Vespertilionidae).

## Taksonomia

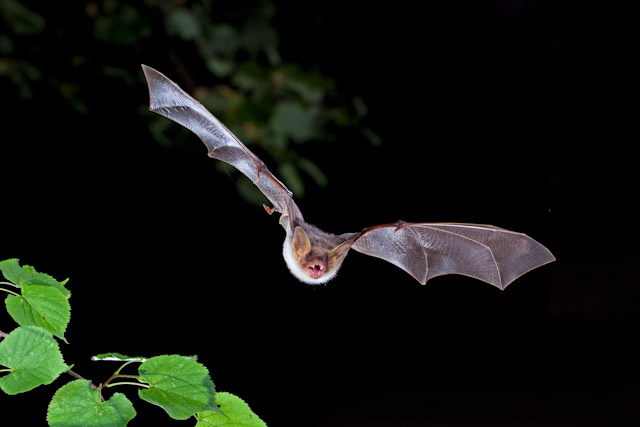
Nocek duży w locie

Gatunek po raz pierwszy zgodnie z zasadami nazewnictwa binominalnego opisał w 1797 roku niemiecki przyrodnik Moritz Balthasar Borkhausen nadając mu nazwę Vespertilio myotis. Holotyp pochodził z Turyngii, w Niemczech. Podgatunek macrocephalicus po raz pierwszy zgodnie z zasadami nazewnictwa binominalnego opisali zoolodzy – Anglik David Lakin Harrison i Amerykanin Robert E. Lewis nadając mu nazwę Myotis myotis macrocephalicus. Okaz typowy pochodził z jaskini 2 km na wschód od Amszit, w Libanie.
Myotis myotis należy do podrodzaju Myotis i grupy gatunkowej myotis. Rozróżnienie taksonomiczne pomiędzy M. myotis, M. blythii i M. punicus są trudne do rozróżnienia i były one grupowane jako M. myotis lub uznawane jako dwa gatunki: M. myotis i M. blythii (z M. punicus jako podgatunkiem). Relacje taksonomiczne i filogenetyczne między M. blythii i M. myotis są nadal kontrowersyjne i wymagają dodatkowych badań. Krzyżują się one ze sobą i wytwarzają zdolne do życia mieszańce. Autorzy Illustrated Checklist of the Mammals of the World rozpoznają dwa podgatunki.

### Etymologia
- Myotis: gr. μυς mus, μυός muos „mysz”; ους ous, ωτος ōtos „ucho”[12].
- macrocephalicus: gr. μακρος makros „długi”; κεφαλικoς kephalikos „dotyczący głowy, na głowę”[7].

## Zasięg występowania
Nocek duży występuje w Eurazji zamieszkując w zależności od podgatunku:
- M. myotis myotis – południowa i środkowa Europa od Portugalii na wschód do Turcji, także Baleary i Sycylia, z granicami zasięgu w północnych Niemczech, południowej Danii, Holandii, północnej Polsce i zachodniej Ukrainie.
- M. myotis macrocephalicus – kraje wschodniego basenu Morza Śródziemnego.

## Morfologia
Długość ciała (bez ogona) 65–84 mm, długość ogona 40–60 mm, długość ucha 24,4–27,8 mm, długość przedramienia 55–66,9 mm; rozpiętość skrzydeł 350–450 mm; masa ciała 20–27 g. Uszy owalne, dosyć szerokie. Ciało ma ubarwienie dość zróżnicowane u różnych osobników. Grzbiet ciała ma barwę od szarobrunatnej (u osobników młodocianych) do brązowej (u dorosłych), spód ciała jest biały. Skrzydła mają barwę ciemnobrązową. Wzór zębowy: I {\displaystyle {\tfrac {2}{3}}} C {\displaystyle {\tfrac {1}{1}}} P {\displaystyle {\tfrac {3}{3}}} M {\displaystyle {\tfrac {3}{3}}} = 38. Kariotyp wynosi 2n = 44 i FNa = 50 (Turcja) lub 52 (Niemcy).

## Ekologia

### Siedlisko
Zamieszkuje głównie w osiedlach ludzkich, latem kryjąc się na dużych strychach, wieżach kościelnych i w innych budowlach. Zimuje w piwnicach, fortyfikacjach, opuszczonych kopalniach, w jaskiniach. Na południu Europy kryjówki podziemne są wykorzystywane również latem, jako miejsca rozrodu. W Polsce tylko dwie kolonie rozrodcze wykorzystują tego typu schronienia – są to jaskinia Studnisko w rezerwacie przyrody Sokole Góry oraz podziemia Międzyrzeckiego Rejonu Umocnionego (rezerwat przyrody Nietoperek). Wybiera miejsca, gdzie temperatura nie spada w zimie powyżej kilku stopni Celsjusza. Sen zimowy trwa od września (lub października, gdy jesień jest ciepła) do kwietnia. Żeruje w dojrzałych lasach z ubogim podszytem, na świeżo skoszonych łąkach, murawach, w sadach ze starymi drzewami.

### Tryb życia
Często tworzy kolonie, przy czym zwykle są to kolonie samic, samce żyją samotnie. Żywi się owadami, głównie chrząszczami z rodziny biegaczowatych, które zbiera z powierzchni ziemi. Na polowanie wylatuje nocą, po zapadnięciu ciemności. Polując, lata wolno i dosyć nisko, najczęściej w lasach o niskim runie i słabo wykształconym podszycie, jak również na pastwiskach i świeżo skoszonych łąkach.

### Rozród
Samica rodzi jedno młode, po ciąży trwającej około 5-6 tygodni. Rodzi się one ślepe. Otwiera oczy po około 7 dniach, usamodzielnia się po 8 tygodniach, a dojrzałość płciową osiąga po 15-18 tygodniach. Nocki duże żyją do 37 lat.

### Wędrówki
Nocki duże odbywają nieraz dalekie wędrówki między miejscami rozrodu i hibernacji. Zaobrączkowana samica tego gatunku w 1993 r. przeleciała 227 km z Niemiec na zimowisko w podziemiach Międzyrzeckiego Rejonu Umocnionego w zachodniej Polsce.

## Ochrona
W Czerwonej księdze gatunków zagrożonych Międzynarodowej Unii Ochrony Przyrody i Jej Zasobów został zaliczony do kategorii LC (ang. Least Concern „najmniejszej troski”). W Polsce jest objęty ścisłą ochroną gatunkową oraz wymagający ochrony czynnej, dodatkowo obowiązuje zakaz fotografowania, filmowania lub obserwacji, mogących powodować płoszenie lub niepokojenie.
Przykładem czynnej ochrony jest wymiana pokrycia dachu, montaż platform ułatwiających zbieranie guana oraz adaptacje mikrosiedlisk poprawiające warunki bytowania i bezpieczeństwo kolonii.